# یواو گلبر
یواو گلبر (عبری: יואב גלבר‎؛ زادهٔ ۲۵ سپتامبر ۱۹۴۳) مورخ اهل اسرائیل و استاد تاریخ در دانشگاه حیفا است و قبلاً استاد مدعو در دانشگاه تگزاس بود.
او در سال ۱۹۴۳ در فلسطین تحت قیمومت بریتانیا به دنیا آمد و در دانشگاه عبری واقع‌در اورشلیم در رشته تاریخ یهودیت و جهان تحصیل کرد. وی متخصص تاریخ نیروهای دفاعی اسرائیل است. گلبر همچنین به عنوان یکی از مخالفان سرسخت ایلان پاپه در زمانی که ایلان پاپه به استخدام دانشگاه حیفا درآمد، و از مدافعان تیپ الکساندرونی در پرونده کشتار طنطوره بود.
در سال ۱۹۷۳ گلبر به عنوان دستیار دانشگاهی و نظامی کمیسیون آگرانات خدمت، و در سال ۱۹۸۲ در تحقیقات رسمی در مورد مرگ هایم آرلوسوروف در سال ۱۹۳۳ شرکت کرد.